# Артър Сейнт Клеър
Артър Сейнт Клеър (на английски: Arthur St. Clair) е британски военен и политик, роден в Шотландия.
Още като младеж той влиза в английската армия. Изпратен е в Америка в началото на Френската и индианска война като офицер. В края на войната се оттегля и се установява в Бостън. След това се премества на границата в Пенсилвания, където е купил 4000 акра земя в долината Лагониер. Тази земя е спорна с индианците, тъй като се намира на запад от линията, определена с кралската прокламация от 1763 г. През 1768 г. с договора от Форт Стануикс земята е дадена на англичаните от ирокезите, но делаварите и шоуните, живеещи там продължават да я считат за своя собственост.
По време на Американската война за независимост Сейнт Клеър застава на страната на патриотите и през юли 1775 г. е назначен като полковник на милицията в Пенсилвания. В рамките на година той се присъединява към Континенталната армия и участва в битките при Трентън (1776) и Принстън (1777). По време на тези кампании той печели доверието на Джордж Вашингтон и за кратко е назначен като генерал-адютант на Континенталната армия. След това е изпратен в Северния департамент, за да усили бреговите укрепления. Тук той извършва най-известният си акт по време на войната – противоречиво отстъпление от Форт Тикондерога между 2 и 5 юли 1777 г. Заради недоброто командване и изоставянето на поста Сейнт Клеър е критикуван от много от съвременниците си.
На 3 ноември 1777 г. Сейнт Клеър се оттегля от армията и участва в Континенталния конгрес между 2 ноември 1785 г. и 28 ноември 1787 г. След това е назначен за първи губернатор на Северозападните територии, пост който заема от 1789 до 1802 г. Като губернатор Сейнт Клеър спекулира със земя в Охайо, игнорирайки правата на индианците. Желаейки бързото разпространение на белите селища на запад от Апалачите, Сейнт Клеър председателства съвета във Форт Хармър. През януари 1789 г. е подписан договора, който не е одобрен от болшинството индианци. Недоволните се събират около вожда на маямите Малката костенурка. След като индианският съюз под негово ръководство побеждава силите на генерал Хармър Сейнт Клеър отново влиза в армията и е изпратен срещу Малката костенурка и неговите последователи. Начело на 2000 души милиция през лятото на 1791 г. той навлиза в страната Охайо. Една четвърт от хората му дезертират по пътя. За да задържи останалите, Сейнт Клеър разрешава на много от войниците да вземат съпругите си със себе си. На 4 ноември 1791 г. индианският съюз под ръководството на Малката костенурка примамва войниците на Сейнт Клеър в капан. В битката загиват 38 офицери и 598 войници. Други 242 са ранени и повечето от тях умират по-късно. От жените придружаващи съпрузите си 56 също са убити. В крайна сметка общият брой на загиналите достига до около 950 души. След това поражение Сейнт Клеър изпада в немилост и подава оставка. Умира в бедност на 31 август 1818 г.